# Rodez AF
Rodez AF is een Franse voetbalclub uit Rodez, opgericht in 1929. De clubkleuren zijn geel en rood. Rodez speelde tussen 1988 en 1993 in Ligue 2 en verzekerde zich op 11 april 2019 weer van promotie naar Ligue 2 na 26 jaar in lagere divisies gespeeld te hebben.

## Erelijst
- Championnat National

2018/19
- Championnat de France (amateur)

2007 (Groep C), 2017 (Groep D)

## Eindklasseringen
- 1982 1e
Niveau 5
- 1983 10e
Division 4
- 1984 1e
Division 4
- 1985 6e
Division 3
- 1986 5e
Division 3
- 1987 7e
Division 3
- 1988 1e
Division 3
- 1989 16e
Division 2
- 1990 1e
Division 3
- 1991 8e
Division 2
- 1992 6e
Division 2
- 1993 14e
Division 2
- 1994 3e
National 2
- 1995 4e
National 2
- 1996 11e
National 1
- 1997 15e
National 1
- 1998 14e
National 2
- 1999 8e
CFA
- 2000 4e
CFA
- 2001 16e
CFA
- 2002 5e
CFA2
- 2003 12e
CFA2
- 2004 1e
CFA2
- 2005 2e
CFA
- 2006 2e
CFA
- 2007 1e
CFA
- 2008 13e
National
- 2009 12e
National
- 2010 15e
National
- 2011 18e
National
- 2012 2e
CFA
- 2013 8e
CFA
- 2014 2e
CFA
- 2015 6e
CFA
- 2016 13e
CFA
- 2017 1e
CFA
- 2018 4e
National
- 2019 1e
National
- 2020 16e
Ligue 2
- 2021 15e
Ligue 2
- 2022 17e
Ligue 2
- 2023 14e
Ligue 2
- 2024 4e
Ligue 2
- 2025 14e
Ligue 2

- Niveau 2
- Niveau 3
- Niveau 4
- Niveau 5